# William Bedford
Pour les articles homonymes, voir Bedford.
William Bedford, né le 14 décembre 1963 à Memphis dans le Tennessee, est un joueur américain de basket-ball. Il évolue durant sa carrière au poste de pivot.

## Palmarès
- Champion NBA 1990 avec les Pistons de Détroit